# 埃克奈斯体育会
埃克奈斯体育会（瑞典語：Ekenäs Idrottsförening，缩写为EIF），是位于芬兰埃克奈斯的体育会，成立于1905年。其下属的足球队开始在1907年运作。足球队的比赛服装为绿色上衣和白色球裤及球袜，另一套比赛服装则为黑色上衣和绿色球裤及球袜。主场为埃克奈斯中央球场。
埃克奈斯IF曾在1933年芬兰最高级别的足球联赛里参赛，当时该队在所有比赛中都输掉，在联赛排名最后。2015年该队上升至芬兰足球甲级联赛，并在2023年赛季里赢得甲级联赛的冠军，并将在2024年参加芬蘭足球超級聯賽。